# Chanteloup-les-Vignes
 Chanteloup-les-Vignes  es una población y comuna francesa, en la región de Isla de Francia, departamento de Yvelines, en el distrito de Saint-Germain-en-Laye y cantón de Andrésy.

## Demografía
| 1777 | 2075 | 4616 | 10 297 | 10 175 | 9544 |
| Para los censos de 1962 a 1999 la población legal corresponde a la población sin duplicidades (Fuente: INSEE [Consultar]) |      |      |        |        |      |